# 肱肌
肱肌為上臂的一條肌肉，屬於肘關節屈肌。肱肌位於肱二頭肌深層，兩條肌肉的功能大致相同，可共同造成肘關節屈曲。肱肌為組成肘窩底部肌肉的單元。

## 解剖學

### 起點及終點
肱肌有兩個起點，分別為較粗的淺端及較細的深端。淺端的起點始於肱骨前外側面，毗鄰於深端。淺端含有綜走纖維，匯聚為圓柱狀的肌腱，最終附著於尺骨粗隆。深端則為帆狀腱膜，最終附著於冠突。

### 變異
在某些人身上可能會出現兩條肱肌。

### 神經支配
肱肌受到肌皮神經所支配，肌皮神經會由肱二頭肌及肱肌之間下行。橈神經則負責傳遞肱肌的本體感覺，以及支配深端下外側的肌纖維。

## 功能
有學者認為肱肌較為粗壯的淺端可與與肱二頭肌協同作出肘關節屈曲的動作。而較細小的深端則因附著於橈骨的冠突上，因此可負責肘動脈屈曲的起始動作。

## 歷史

### 語源
肱肌的現行標準解剖學術語「musculus bracchialis」源自於拉丁文，意指「肱部的肌肉」。在古典拉丁語中「bracchialis」為後綴形容詞，表示「肱部的」，源自於「上臂」（bracchium）這個詞

## 附加圖像

肱肌位置全像動畫
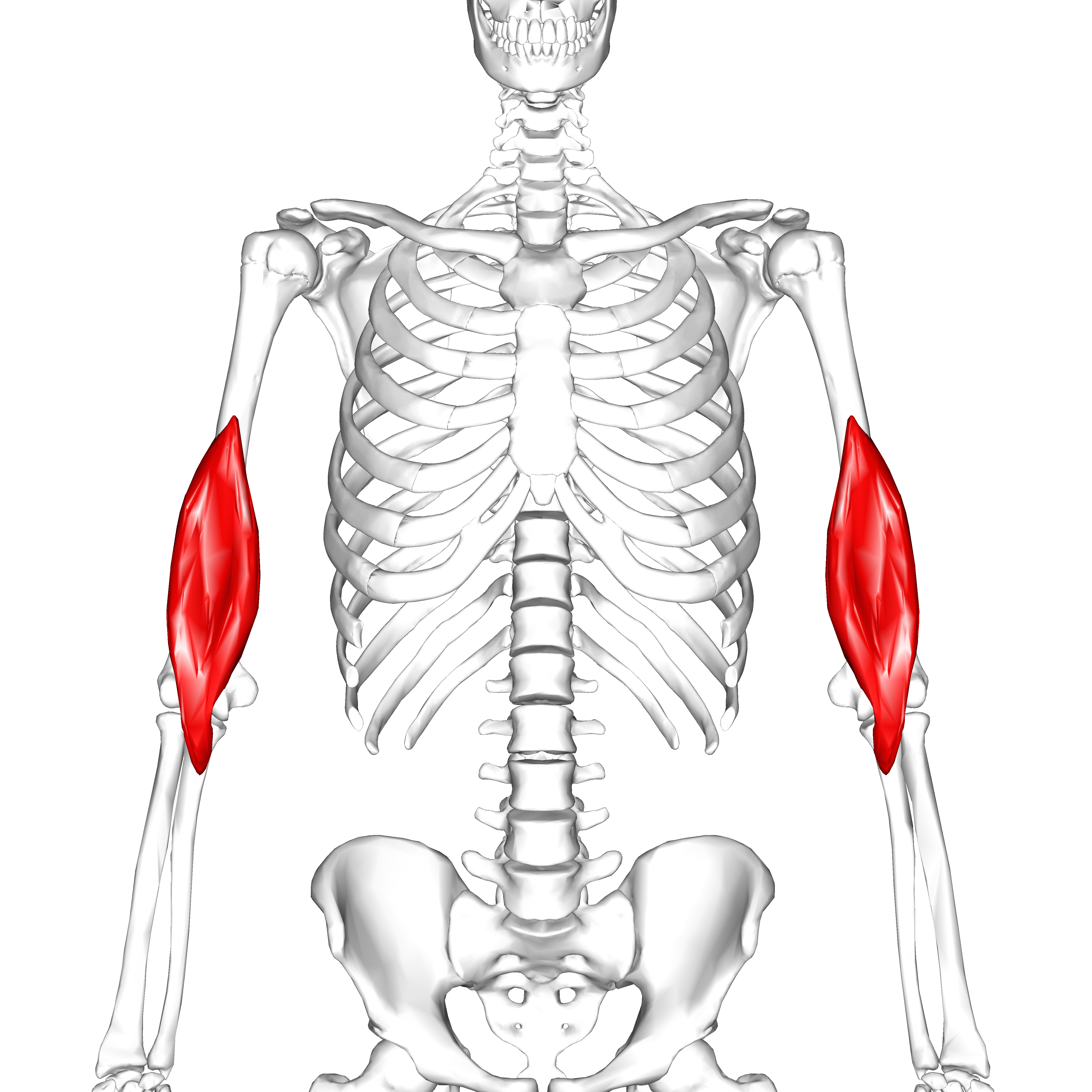
肱肌位置
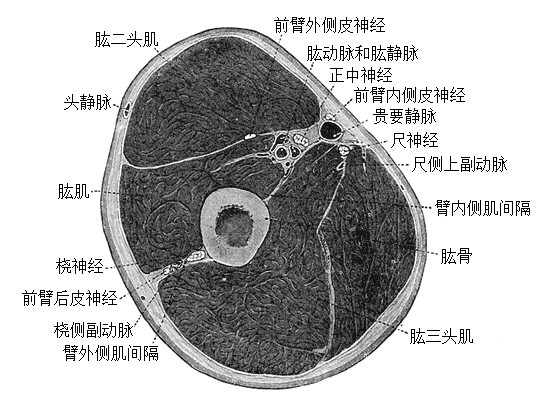
上臂水平切面（英语：Horizontal section），肱肌位於圖中左方。
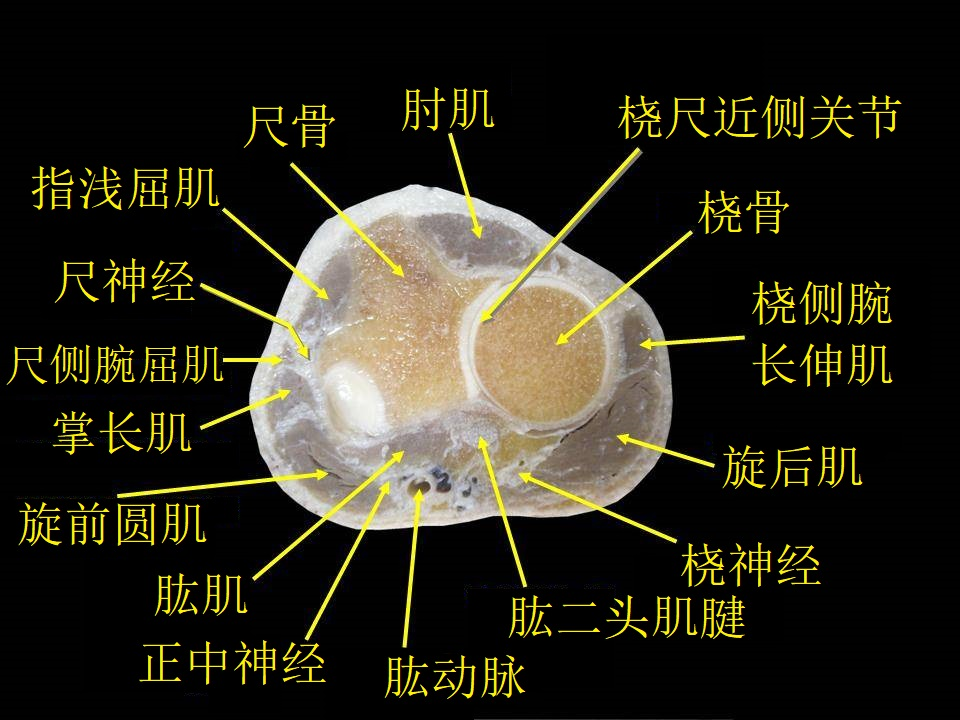
下臂肌肉，圖左下方可見到肱肌的終末肌腱
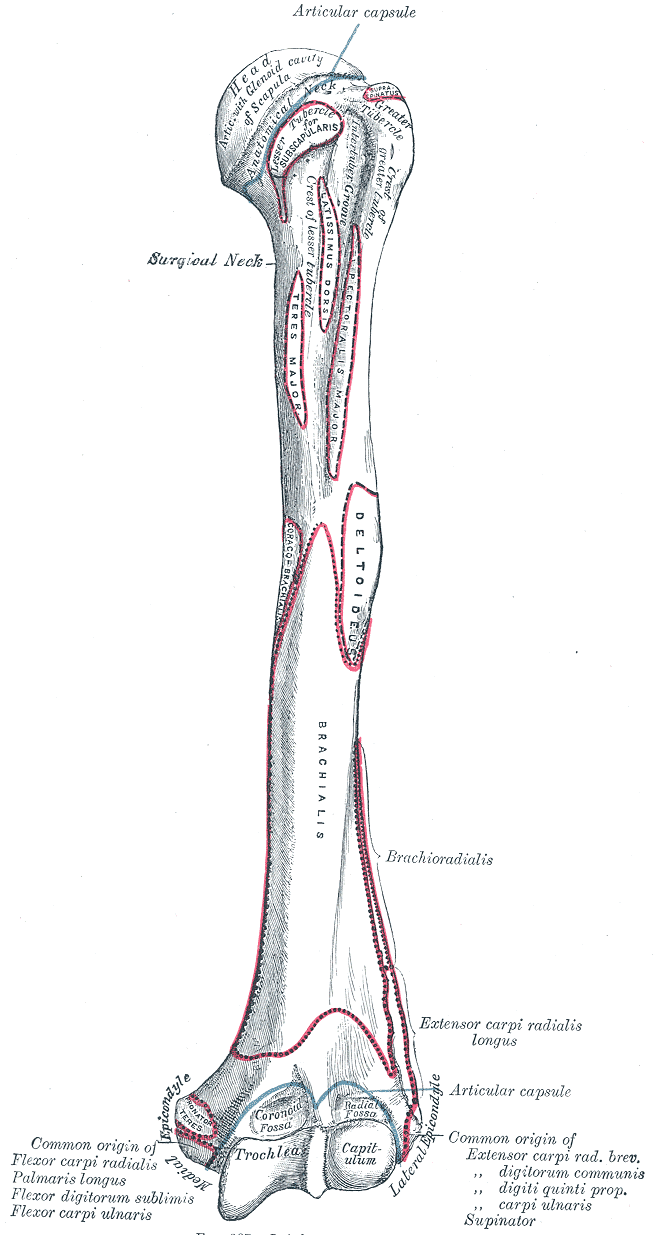
左側肱骨腹面觀
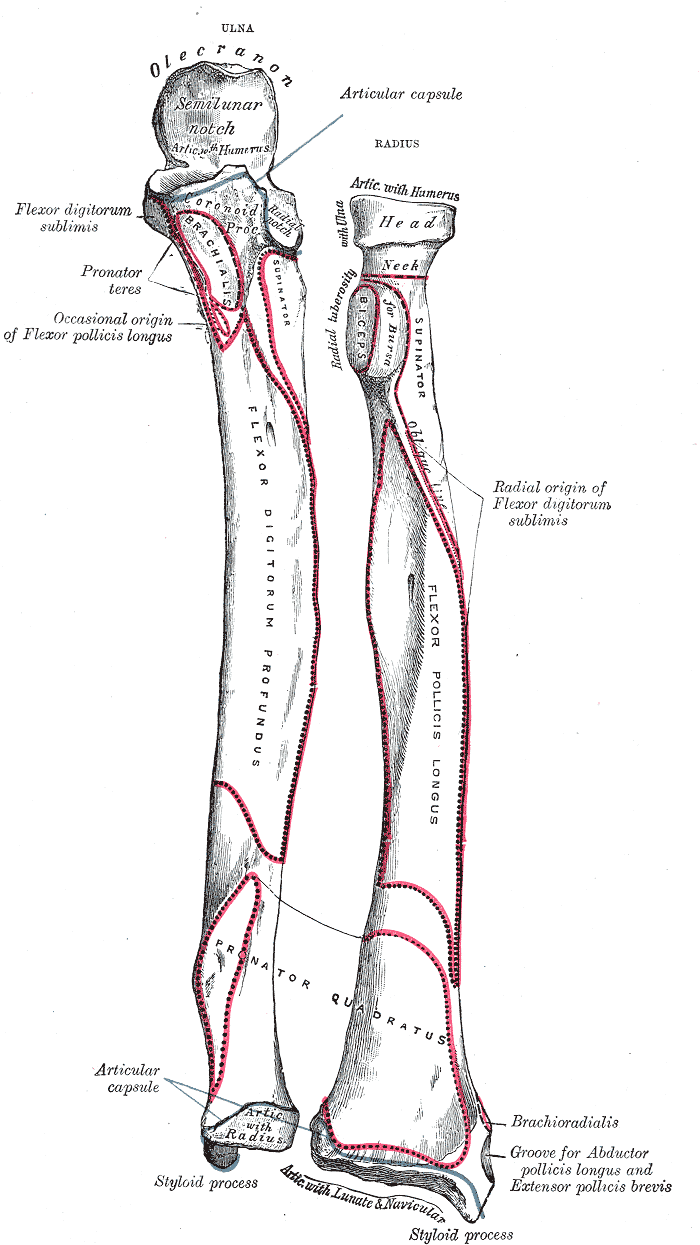
左側前臂骨骼腹面觀
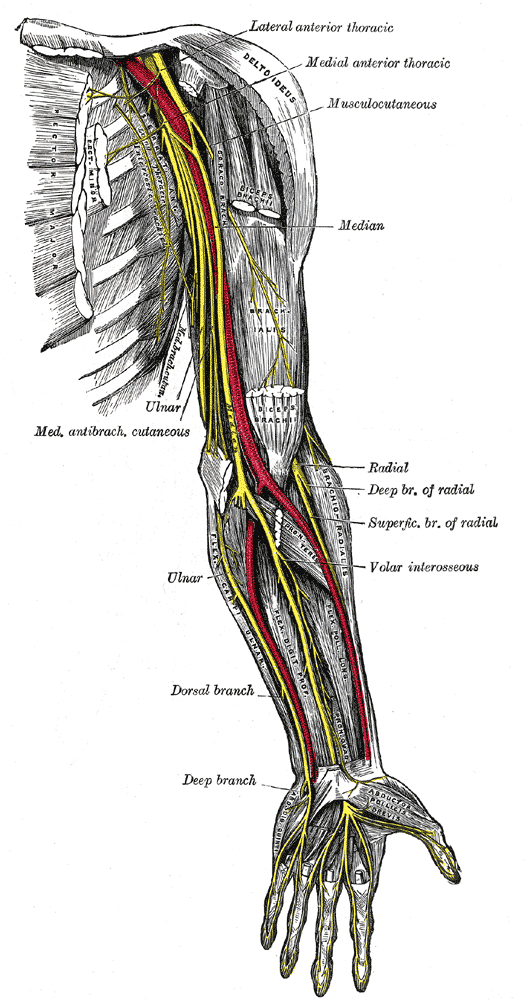
左側上肢神經
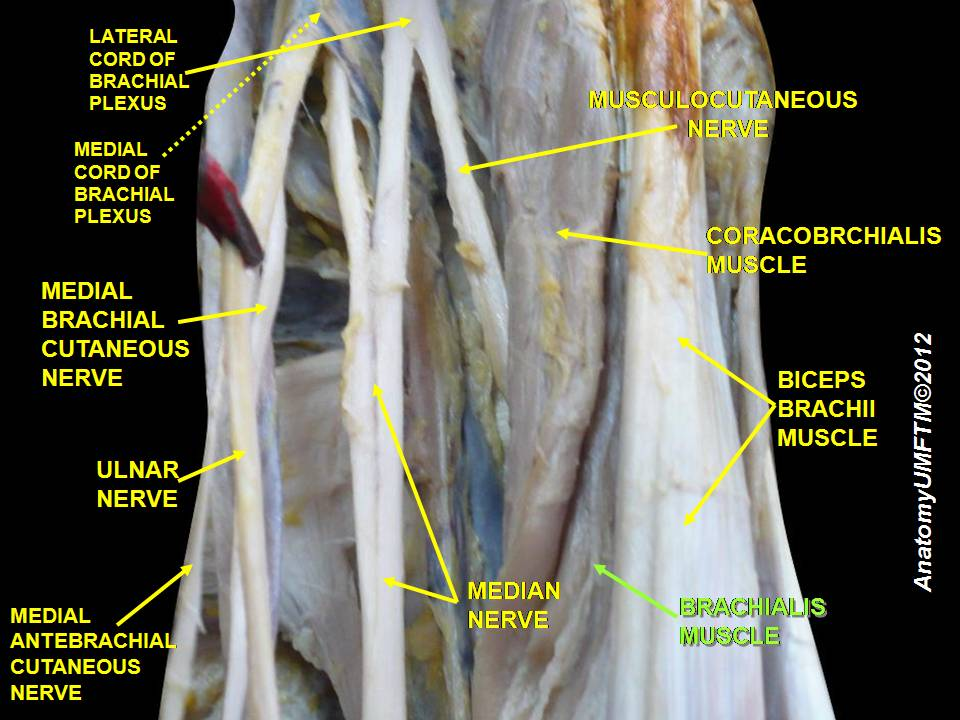
肱肌

## 外部連結
- Illustration: brachialis from The Department of Radiology at the University of Washington
- -1777991623 於 GPnotebook
- Muscles/Brachialis at exrx.net